# Markt 12 en 13 (Gouda)

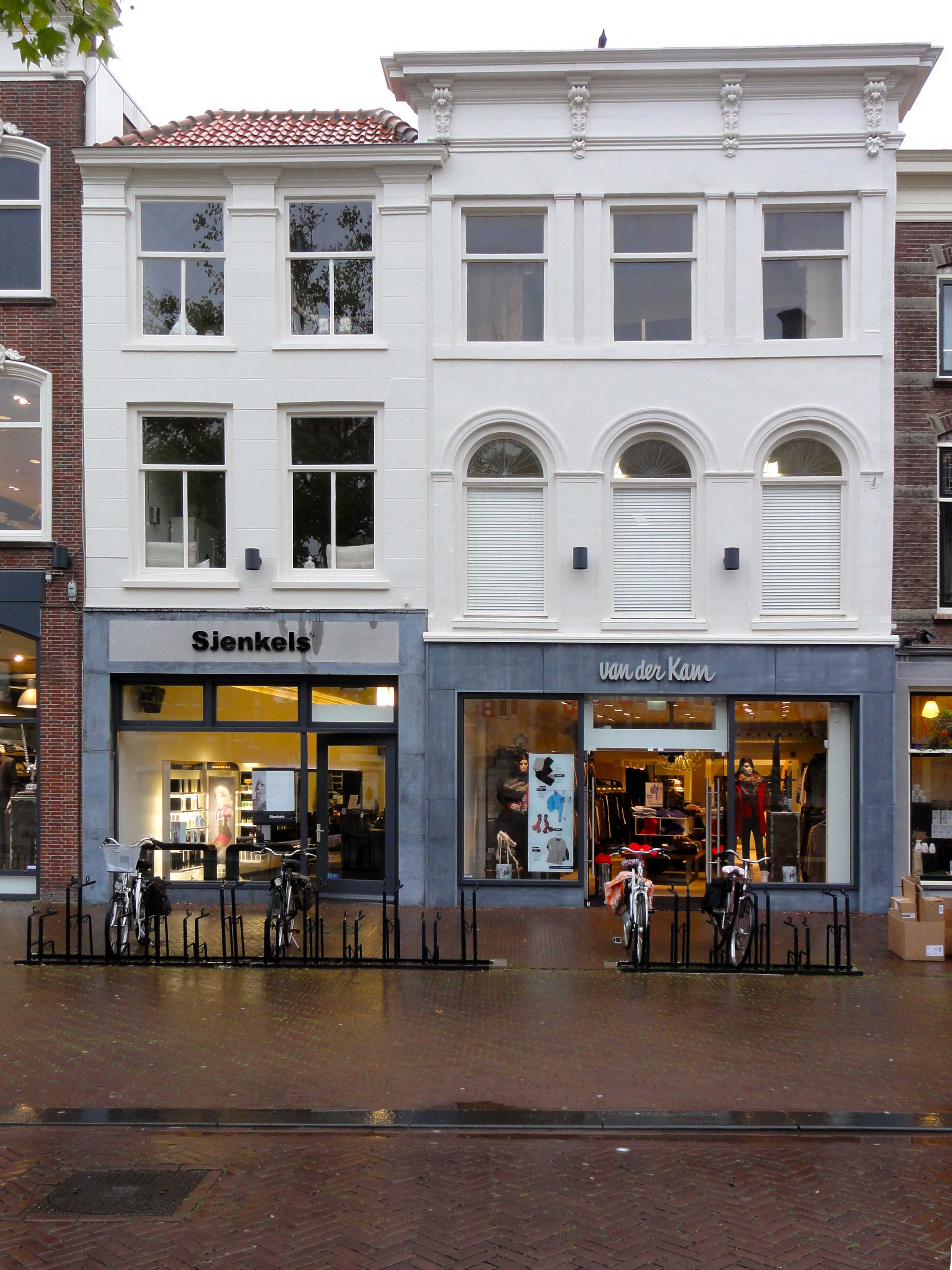
De panden aan de Markt 12 (rechts) en 13 (links) te Gouda anno 2011

De panden aan de Markt 12 en 13 vormen tezamen met het daarachter gelegen pand Koster Gijzensteeg 6a een monumentaal complex in de Nederlandse stad Gouda.

## Beschrijving

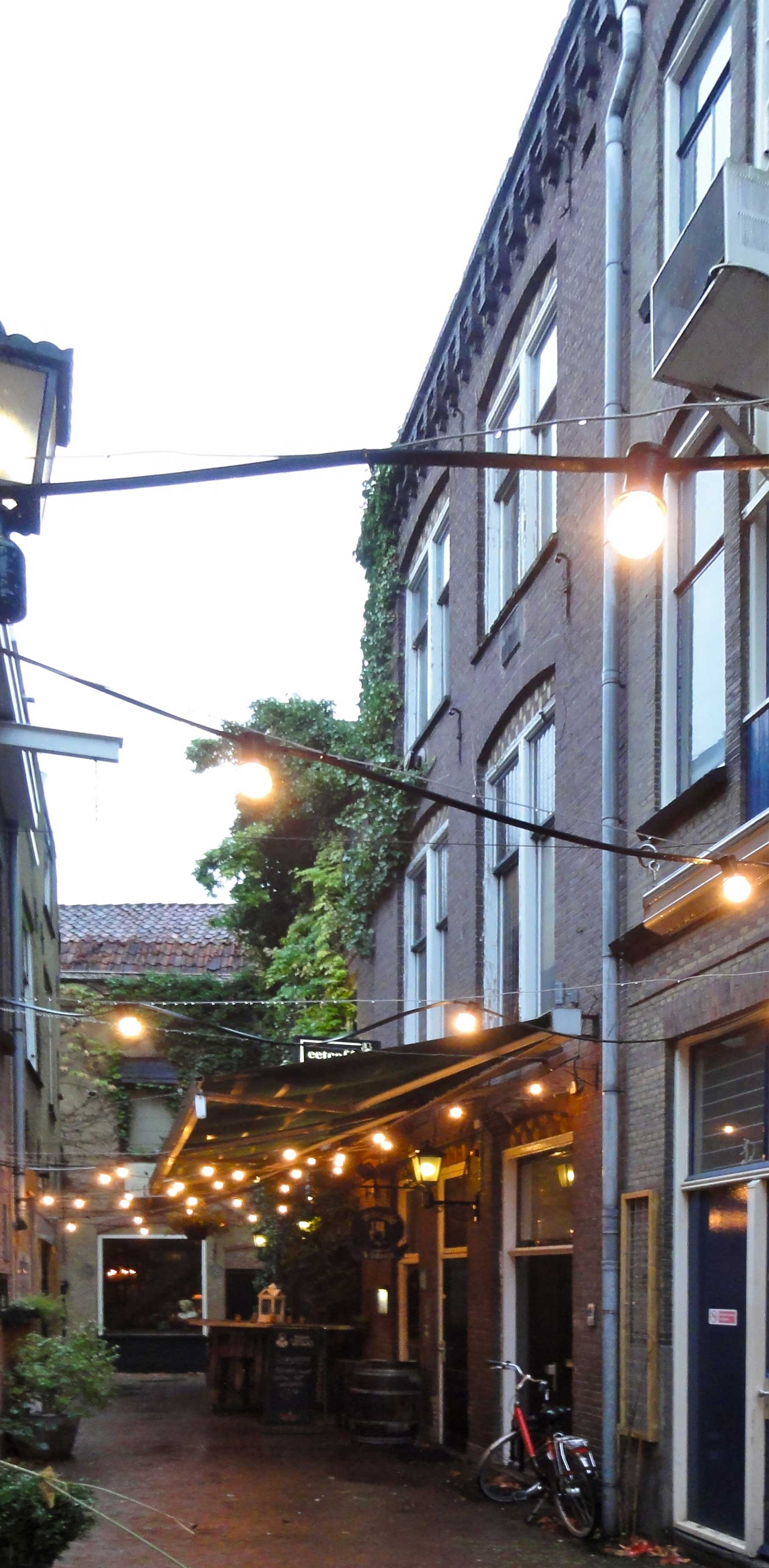
Het bijbehorende pand aan de achterzijde (Koster Gijzensteeg 6a)

Het complex dat met de voorzijde gelegen is aan de Markt van Gouda wordt gevormd door drie panden. Het hoofdpand aan de Markt 12 heeft een gepleisterde voorgevel, boogvensters op de eerste verdieping en consoles onder een kroonlijst. Het belendende pand aan de noordoostzijde, Markt 13, heeft eveneens een gepleisterde voorgevel. Aan de achterzijde van beide panden ligt het bij het monumentale complex behorende pand Koster Gijzensteeg 6a.
In de 19e eeuw vestigde de manufacturier Busch zich op deze plaats. Enkele generaties van deze familie dreven hier een manufacturiersbedrijf, een handel in stoffen. Aan de achterzijde van deze panden lieten zij een magazijn inrichten. Op een foto van de fotograaf Jacobus Hendricus de Louw uit mei 1881 staan beide panden nog afzonderlijk afgebeeld en is het pand aan Markt 13 nog ongepleisterd. Wel was toen al op het pand aan de Markt 12 met grote letters onder de kroonlijst over de hele breedte van het pand het woord MANUFACTUREN aangebracht. Rond 1900 werd het belendende pand Markt 13 verbouwd tot winkel door de Goudse architect Dessing. Tot die tijd was dit pand een van de weinige volledige woonhuizen aan de Markt, in de meeste panden waren op de begane grond winkels gevestigd. Zijn zoon Jacobus Petrus zou beide panden aan de Markt omstreeks 1920 verbouwen. De onderpuien van beide panden werden toen samengetrokken. Anno 2011 is er weer sprake van twee gescheiden winkels, een kapper en een damesmodezaak.
Het totale complex is erkend als rijksmonument.